# 배성빈
배성빈(2001년 12월 22일 ~ )은 대한민국의 전직 카트라이더 프로게이머로 아이디는 SUNGBIN을 사용했다.

## 선수 시절
2017년 12월 28일, 2017 카트라이더 KeSPA컵에 참가하면서 커리어를 시작했다.
2019년 6월 4일, 한화생명 e스포츠에 입단했다. 2019-2 시즌 팀전 준우승, 개인전 3위를 달성했다.
2020 시즌을 앞두고 한화생명 e스포츠와 재계약을 체결했다. 2020-1 시즌 팀전 우승, 개인전 10위를 달성했다. 2020-2 시즌 팀전 우승, 개인전 13위를 달성했다.
2021 시즌을 앞두고 한화생명 e스포츠와 재계약을 체결했다. 2021-1 시즌 팀전 준우승, 개인전 11위를 달성했다. 2021-2 시즌 팀전 준우승, 개인전 8위를 달성했다. 2021 수퍼컵 시즌 팀전 우승, 개인전 3위를 달성했다.
2022 시즌을 앞두고 블레이즈와 재계약을 체결했다. 2022-1 시즌 팀전 우승, 개인전 8위를 달성했다. 2022-2 시즌 팀전 3위, 개인전 7위를 달성했다. 2022 수퍼컵 시즌 팀전 3위, 개인전 13위를 달성했다. 이후 팀에서 퇴단했다.
2023 시즌을 앞두고 광동 프릭스에 입단했다. 프리시즌1 팀전 우승, 개인전 10위를 달성했다. 프리시즌2 팀전 우승, 개인전 5위를 달성했다. 2023시즌 팀전 우승, 개인전 4위를 기록했다.
2024년 10월 12일, 팀이 해체되었다.

## 소속팀
| # | 팀명             | 소속 기간               | 소속 리그 | 비고 |
| - | ---------------- | ----------------------- | --------- | ---- |
| 1 | 아프리카 플레임  | 2018.08.16 ~ 2018.09.15 | KRL       |      |
| 2 | 한화생명 e스포츠 | 2019.06.04 ~ 2023.01.07 | KRL       |      |
| 3 | 광동 프릭스      | 2023.01.07 ~ 2024.10.12 | KDL       |      |

## 수상 내역

### 크레이지레이싱 카트라이더
공식 대회 우승 4회, 준우승 3회
- 넥슨 카트라이더 리그 듀얼 레이스 X 팀전 준우승
- 2019 KT 5G 멀티뷰 카트라이더 리그 시즌 2 팀전 준우승
- 2019 KT 5G 멀티뷰 카트라이더 리그 시즌 2 개인전 3위
- 2020 SKT JUMP 카트라이더 리그 시즌 1 팀전 우승
- 2020 SKT 5GX JUMP 카트라이더 리그 시즌 2 팀전 우승
- 2021 신한은행 헤이영 카트라이더 리그 시즌 1 팀전 준우승
- 2021 신한은행 헤이영 카트라이더 리그 시즌 2 팀전 준우승
- 2021 신한은행 헤이영 카트라이더 리그 수퍼컵 팀전 우승
- 2021 신한은행 헤이영 카트라이더 리그 수퍼컵 개인전 3위
- 2022 신한은행 헤이영 카트라이더 리그 시즌 1 팀전 우승
- 2022 신한은행 헤이영 카트라이더 리그 시즌 2 팀전 3위
- 2022 신한은행 쏠 카트라이더 리그 수퍼컵 팀전 3위

### 카트라이더: 드리프트
공식 대회 우승 1회
- 카트라이더: 드리프트 리그 프리시즌 1 팀전 우승
- 카트라이더: 드리프트 리그 프리시즌 2 팀전 우승
- 2023 카트라이더: 드리프트 리그 팀전 우승